# James Chance
James Chance, známý také jako James White, rodným jménem James Siegfried, (20. dubna 1953 – 18. června 2024) byl americký zpěvák a saxofonista.
Narodil se v Milwaukee a studoval nejprve na Michiganské státní univerzitě a poté na Wisconsinské hudební konzervatoři. Působil ve skupině Death, která hrála coververze písní od kapel The Stooges a The Velvet Underground, a v roce 1975 se usadil v New Yorku. Tam zpočátku hrál v kapele Flaming Youth a v roce 1976 založil se zpěvačkou Lydií Lunch skupinu Teenage Jesus and the Jerks. Tu však záhy opustil a v roce 1977 založil skupinu Contortions, později známou jako James Chance and the Contortions. Ta v roce 1978 přispěla čtyřmi písněmi na desku No New York, produkovanou Brianem Enem. Následujícího roku kapela vydala své první album Buy (ZE Records). Stejná sestava vydala také album Off White pod názvem James White and the Blacks. Kapela se stejným názvem, ale s jinými členy (zůstal James Chance), vydala v roce 1982 další desku Sax Maniac. Později vydal několik dalších alb s různými projekty a přispěl na desky jiných interpretů, jako například Debbie Harry (Rockbird, 1986), Blondie (No Exit, 1999) a Acoustic Ladyland (Skinny Grin, 2006). Později byli obnoveni původní Contortions, zesnulého původního baskytaristu George Scotta nahradili jiní hudebníci, například Erik Sanko.